# Saliha Marie Fetteh
Saliha Marie Fetteh (født 1962 i Skagen som Mette Marie Andersen) er en dansk forfatter, debattør, foredragsholder og tidligere imam. Hun var med til at oprette Mariam Moskeen i 2016 og blev derved sammen med medgrundlæggeren Sherin Khankan den første kvindelige imam i Skandinavien. 

## Baggrund
Fetteh blev født som Mette Marie Andersen i Skagen i 1962. Hun flyttede som barn med familien til Vollsmose i Odense, da faderen fik job på Lindøværftet. Hun knyttede efterhånden stærke venskaber med kvarterets pakistanske og tyrkiske piger, og efterhånden blev deres tro til hendes tro, så hun konverterede til islam som 18-årig og tog navnet Saliha Marie Fetteh.
I 1987 flyttede Saliha Marie til Irak, hvor hun boede omkring 8 år. 
Saliha Marie Fetteh er uddannet folkeskolelærer med en bachelor i historie og cand.mag. i mellemøststudier med et sidefag i arabisk.  Hun har også taget en bachelor- grad i arabisk ved Mustansariyya Universitet i Bagdad i Irak i perioden 1987–1990.
Fetteh er tidligere ekstern lektor i arabisk på Syddansk Universitet og fast kommentarskribent på religion.dk samt på magasinet IKON, der er tilknyttet Danmission.
I 2016 udgav hun på forlaget Historia bogen "Landet mellem de to floder" om Irak og sit mangeårige ophold i landet. I 2019 udgav Saliha Marie Fetteh rejsebogen "Alle veje fører til Amman"  efterfulgt af læsebogen "Maria lærer arabisk - en arabisk læsebog for begyndere"  på samme forlag i 2021. Tre år efter i 2024 udgav hun "Med vinden som vidne - slægten fra Uggerby" (Historia), hvori hun undersøger og fortæller om sin egen slægt med hovedvægt på sine kvindelige aner. 

## Mariam Moskeen
Sammen med blandt andre Sherin Khankan startede hun i 2016 Mariam Moskeen i København, der skrev historie ved som den første moske i Skandinavien at have kvindelige imamer til at lede fredagsbønnen. Moskeen fik stor medieopmærksomhed i Danmark og i udlandet, men blev i vidt omfang ignoreret i det danske muslimske miljø. Et år efter forlod Fetteh moskeen efter uenighed med Khankan om den teologiske linje og udtalte, at hendes syn på islam nok var mere konservativt end den linje, moskeen tegnede.